# Gorenje Mraševo
Gorenje Mraševo je naselje u slovenskoj Općini Novom Mestu. Gorenje Mraševo se nalazi u pokrajini Dolenjskoj i statističkoj regiji Jugoistočnoj Sloveniji. 

## Stanovništvo
Prema popisu stanovništva iz 2002. godine naselje je imalo 39 stanovnika.